# Aedes hemiteleus
Aedes hemiteleus é um espécie de mosquito do Género Aedes, pertencente à família Culicidae.